# J.J.P.アウト
ヤコーブス・ヨハネス・ピーター・アウト、またはJ.J.P.アウト（Jacobus Johannes Pieter Oud, J.J.P Oud、1890年2月9日-1963年4月5日）は、プルメレント出身のオランダの建築家、住宅地・集合住宅の設計で名高い。デ・ステイルの初期メンバーで、この会の設立に参加した一員であったと同時に、このグループの建築理論の開拓者であり、後にオランダおよび同国の範囲をはるかに超えた建築におけるノイエ・ザッハリッヒカイト（新即物主義）の草分けとなった人物の一人でもあった。
デ・ステイルを始めた頃のアウトは、建築の個人性を否定し、建築・居住街区の標準化に熱心に取り組んでいた(海岸通りに建つ連続住宅の為の設計 1917)。
ヴァルター・グロピウスは若き日から、アウトたちの理念と意義の大きさを把握しており、「バウハウス叢書」でアウトのオランダ建築に関する事項・出版があるのは、こういった理解の証となるものである。

## 経歴
1890年、北オランダの小さな都市プルメレント生まれ。アムステルダムの装飾芸術クエリヌス校および国立工業高校で芸術教育を受けるが、その間にも建築実務家としての実践を求めて1906年、16歳にして建築家の人生を開始。スタイト&キュイペルス事務所で実務経験を積む。
その後デルフト工科大学において勉学を続けている。後に短期間ドイツに渡り、当時南ドイツの進歩的な建築家のひとりであった、ミュンヘンのテオドール・フィッシャーのもとでも働いている。
1915年、テオ・ファン・ドゥースブルフと知り合い、かれを介して当時の建築家芸術家仲間らと接触するようになる。こうして1917年以来、ファン・ドゥースブルフのインスピレーションに豊んだ指導のもとに芸術の革新の舞台となり、これら同じ考えをいだいていた芸術家たちとの接触から雑誌『デ・ステイル』が誕生した。
初刊号にはすでにアウトの作品図版が発表され、最初を飾ったのは海岸通りの設計であったが、またアウトは建築に関する自己の考えを数項目にわけて簡潔明瞭に、しかし主義主張をはっきりと述べている。
新しい建築の社会的機能について力説し、また最新の技術的成果によって応用可能となったものの、その効率的な使い方についてはいまだ充分に探求されたことがなかった新しい材料や建築方法を実際に利用する必要性について強調している。
1917年および1919年に設計した作品おいて、すでにこのような考えで建築を実現しており、とりわけプルメレントの設計の中央部分に実現されていた。この部分に「デ・ステイル」の仲間達が絵画において達成していたものと同様な要素的均衡を建築領域において見事に造り出し、このベルラーへを思わせる左側の翼と、フランク・ロイド・ライトの影響を受けた右側の翼の部分とのあいだの中央の部分こそアウトが純粋な比例関係を造り出そうとしたデ・ステイル集団の目標を目指した建築家であったことを証明している。
1918年、デ・ステイル誌に「建築と大量生産による標準化」発表。
1918年にロッテルダムの主任都市計画家に就任。ヘンドリク・ペトルス・ベルラーヘの理論を手本とした都市計画をすすめていた。
また、当初アウトはアムステルダム派の中に、異質さと奇抜さ、極端に推し進められた非合理性をみていた。その後1920年代に入ると彼が非合理とした幾つかの作品をとりあげて、まちまちな形態の集合にもかかわらず、適度な緊張感があり街路の景観に独創的でダイナミックな感動的なリズムを醸し出していると評価している。
アムステルダム派のような建築は個人的で、わがままで勝手な自己実現欲や建築家固有の建築感による名人芸的な建築と述べていたのだが、同時にそのようなものがもたらす生命力や躍動感は都市に生命力を与えることも認めていたという。
弟のピーターは、ロッテルダムの市長となった。1963年、73歳の時にヴァッセナールで死去。

## 作

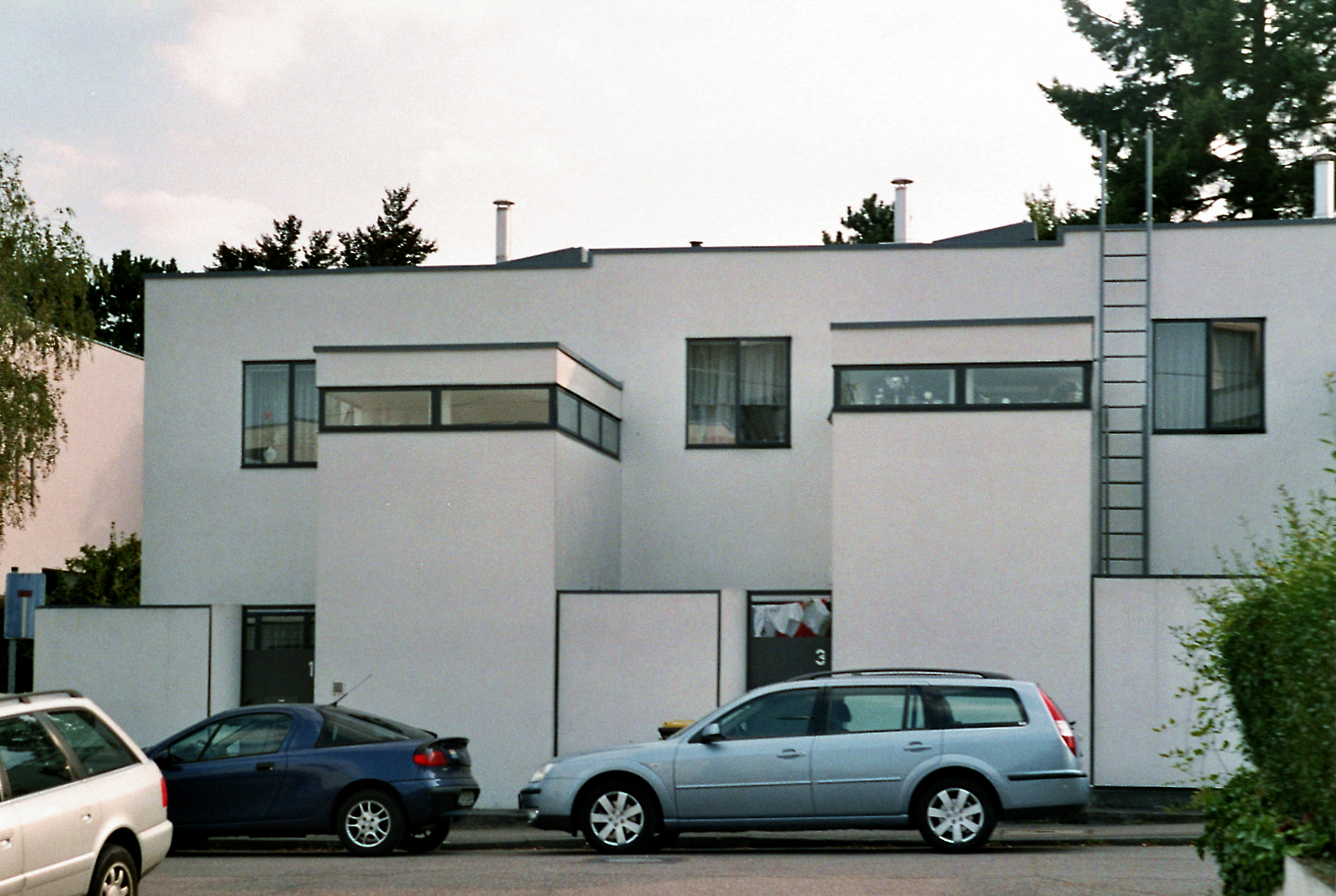
アウトが設計したヴァイセンホーフ・ジードルングの住宅

ドイツからオランダへ戻ったとき、オランダ建築はベルラーへがきわめた革新一色に塗りつぶされており、若きアウトは当時ベルラーへの作品の深い影響のもとにある一方で、ベルラーへの形態言語よりも実際上の誠実さ、装飾のない単純さを模範としている。これが長いあいだ自身に影響をあたえたことが知られ、アウトはとりわけ建築精神の点で、ベルラーへの唯一の後継者とみなされており、第一次世界大戦中、たとえばワーテルランドのヴェルプおよびブローク、ノールデウェイテルポゥト等々における公衆浴場やいくつかの住宅など、明らかにベルラーへの影響を受けたいくつかのプロジェクトが生まれている。
まもなくするとベルラーへ世代の違いが表面化、1917年の海岸通りの家屋や1919年のプルメレントの工場設計等など、アウトの最初の重要な作品として単純な実用建築が出現。これらの設計は双方ともアウトの進歩的、創造的な個性を証明し、また若き建築家に先駆的な建築家としての独自な立場をあたえており、すでに建築というものをその要素、空間と量体に環元して、さらに装飾や美化といった伝統的な語彙をすべて排除し、建築を自律的かつ独立した芸術として際立たせ、また分割した空間の量体を対比することによって建築構造の効果を達成していた。これらの設計はのちの多くの計画案と同様、実現されずじまいのもあるが、建築をそれ固有の法則に基づいて建てようとした努力が当時アウトを、同じような考えをいだいていた画家や建築家たちと接触させた事実がある。
ロッテルダムの都市計画建築家に任命されたとき、大々的に自己の理念を実現できる機会があたえられたが、同時にこのような課題の解決策を機械に基づいた建築のうちに見い出したという。これについては『デ・ステイル』第1巻、26頁などに考えが記載されている。
ロッテルダムの居住地区シリーズであるスパンゲン、ツァチェンダイケン、およびこのシリーズのクライマックスとして1922年のアウトーマチネッセーでは、審美的かつ清潔な解決策の要求と、社会的な目標設定、とりわけ実際に実現可能かどうかの認識とをどのように結びつけるべきかを実証している。絶えず主義主張をはっきり示しており、けっしてユートピアンではなかったためか、1921年にはすでにグループから離れてしまったが、このグループの原理には忠実であり続け、続く世代にこうした理念をものの見事に造形化した。すなわち1924年のフーク・ファン・ホランドの集合住宅において、またとくに1925年から1927年のロッテルダム新建築地区キーフフークにおいて、自己の社会的な要求を当時ではまだなじみのなかった規準で実現している。
ロッテルダムで現在でも見られるアウトの建築は、デ・ステイルが目指した建築の意図をよく伝えている。集合住宅も、建物は低層に抑え水平線を強調した美しいデザインが多い。わざわざ再建されているものも幾つかあり、カフェ・デ･ユニ（1925年）はデ･ステイルを代表するアウトの建築であるが、現在のは第二次世界大戦後に修復されたものであり、代表作で労働者への供給住宅を意図とした大規模なプロジェクトのキーフフークの集合住宅（Kiefhoek Housing Development in Rotterdam）1890-1963 年、アウトは1930年に)では、オランダ軟弱地盤国土特有の不同沈下が起こって撤去の憂き目に合い、現在のものはアウトの特徴であるコーナー部分のアールなど、当時に近い形で復元をしたものである。
アウトはデ・ステイルが展開した抽象的議論から発展解消し､その後機能主義に傾倒しつつ、作風は実際にも時代によって変化し、後にはBioサナトリム（1952-1960）IBMビルディング エントランス（1938-1946)、ニュー・ボウエンやモニュメンタリズム的ともいえる作品もかなり残している。1938年から、アウトはモニュメンタールな建築に寄せた夢をデン・ハーグのシェル・ネーデルランドの建物から実現しはじめた。ここでは建物の主要な機能に形をあたえようと試みている。このときの目標は建築体本来の厳しさをこれと一体となった装飾によって充足すること、建築の多様性を達成することであり、アウトはこの問題に徹底的に取り組み、まもなくしてみずから大きな矛盾があることに気がついた。このため、これらの建築は着想に富んだ建物の傑作というよりも、ひとつの実験であり、発展のはじまりであるとして、作品批判への回答という形でも述べられていたことが騰するようになった。まさにこのゆえに、この作品はもっとも大切な、そしてお気に入りの落し子だったのであり、ニュアンスに富んだ建物への探求をあきらめることはなかった。

## ギャラリー

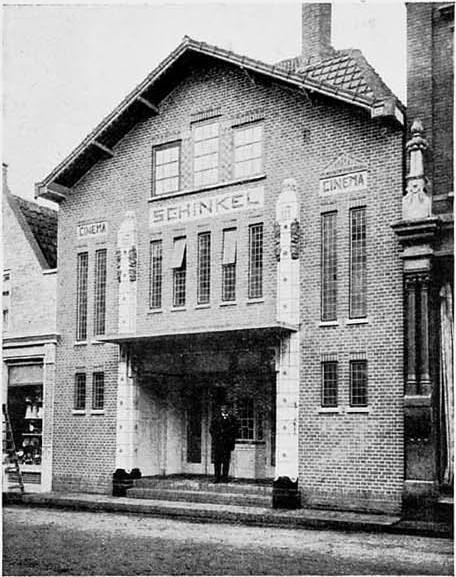
Bioscoop Schinkel, Purmerend. 1912
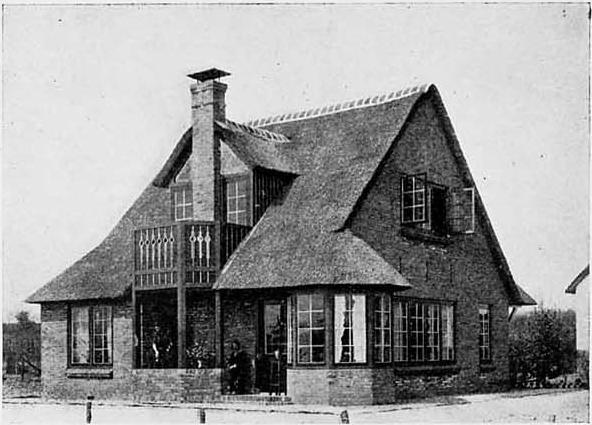
Landhuis Essen-Vinckers, Houtweg 37, Blaricum. 1915-1916
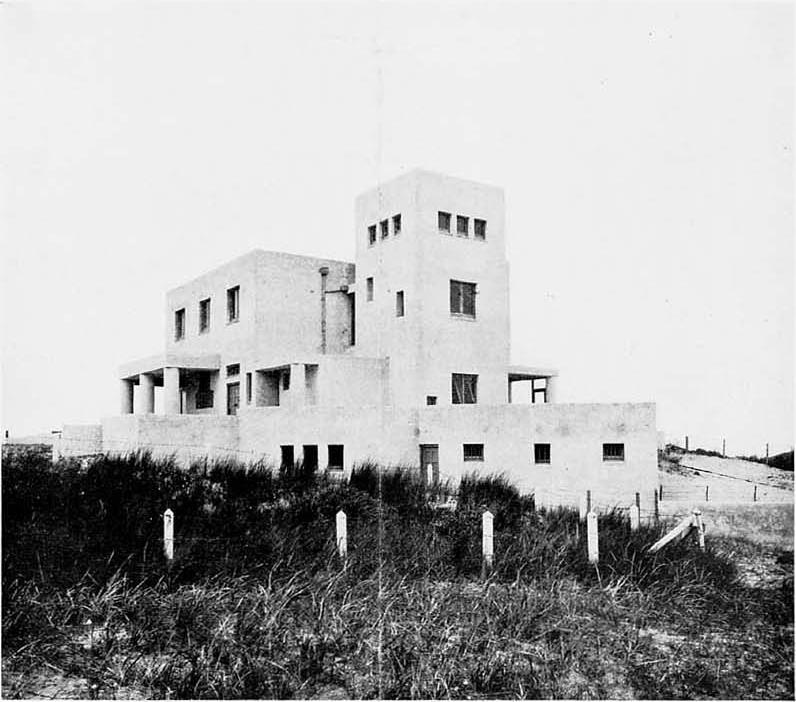
Villa Allegonda, Boulevard, Katwijk aan Zee [i.s.m. Menso Kamerlingh Onnes]. 1917.
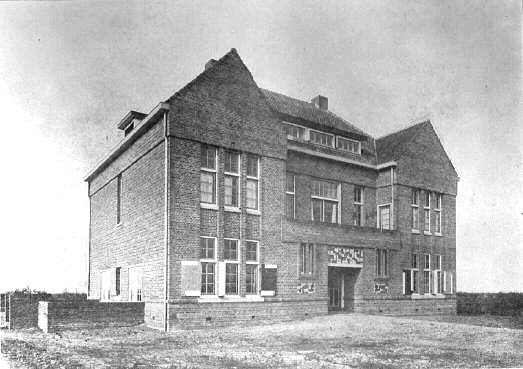
Vakantiehuis De Vonk, Noordwijkerhout [i.s.m. Theo van Doesburg]. 1917-1918.
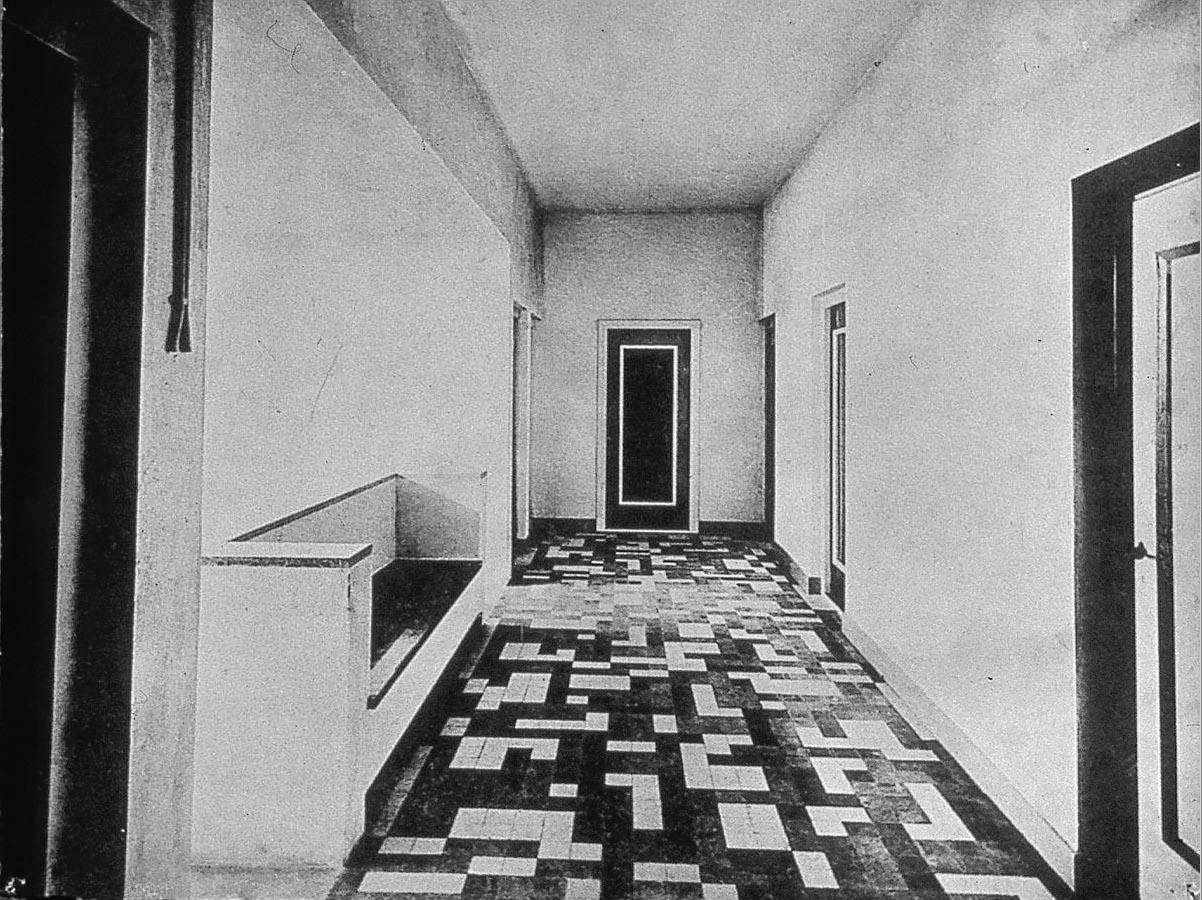
Vakantiehuis De Vonk, Noordwijkerhout, gang eerste verdieping. 1917-1918.
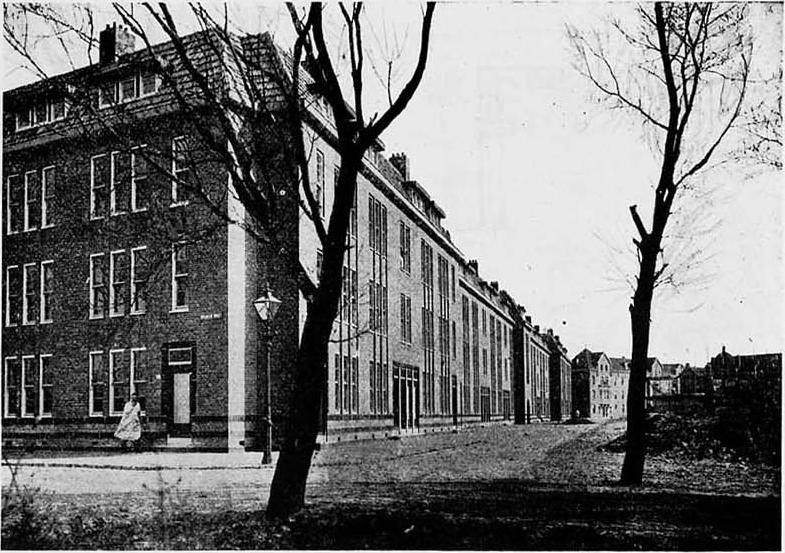
Woningblok V, Spangen, Rotterdam. 1919.
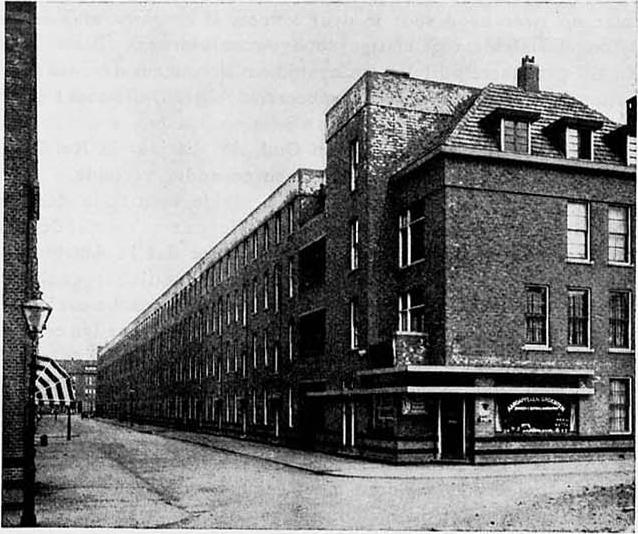
Woonblok VIII, Spangen, Rotterdam. 1920-1923.
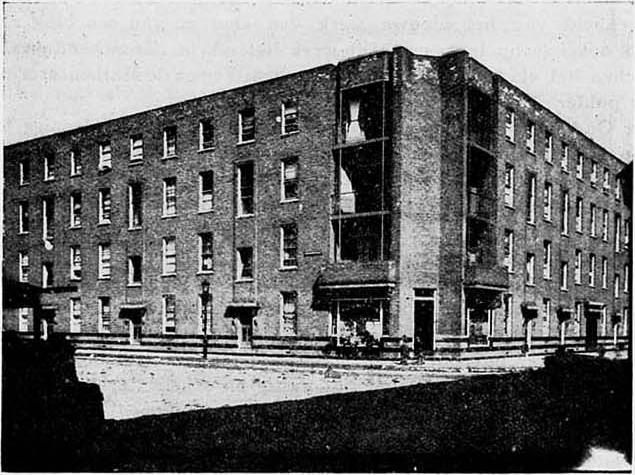
Woningen, Bospolder/Tussendijken, Rotterdam. 1921.
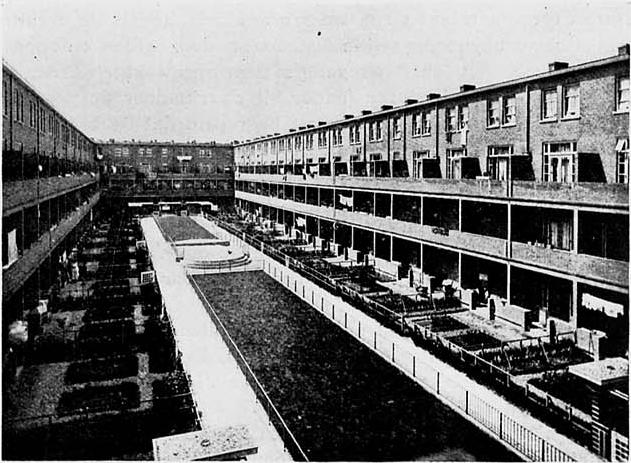
Woningen, Tussendijken, Rotterdam, binnenplaats. 1921.
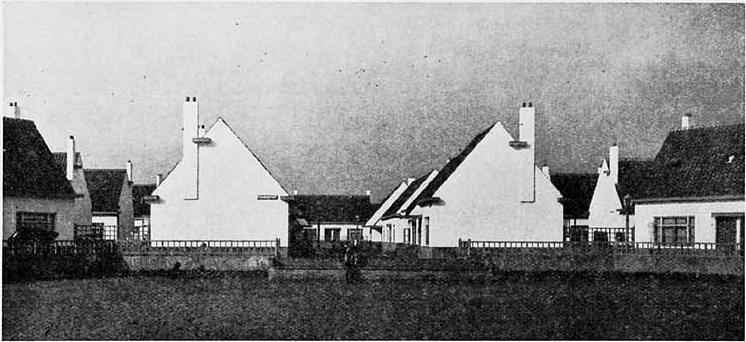
Woningen, Oud-Mathenesse (Witte Dorp), Rotterdam. 1922-1924.
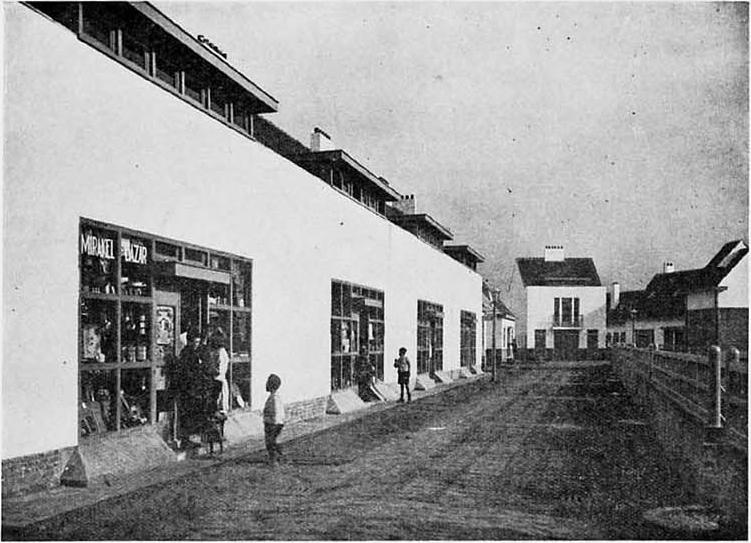
Winkels, Oud-Mathenesse (Witte Dorp), Rotterdam. 1922-1924.
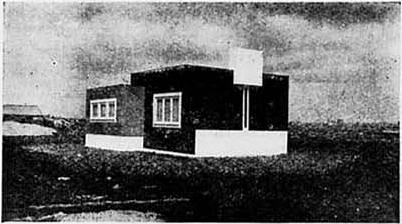
アウト・マテネッセの現場小屋 ロッテルダム 1923.
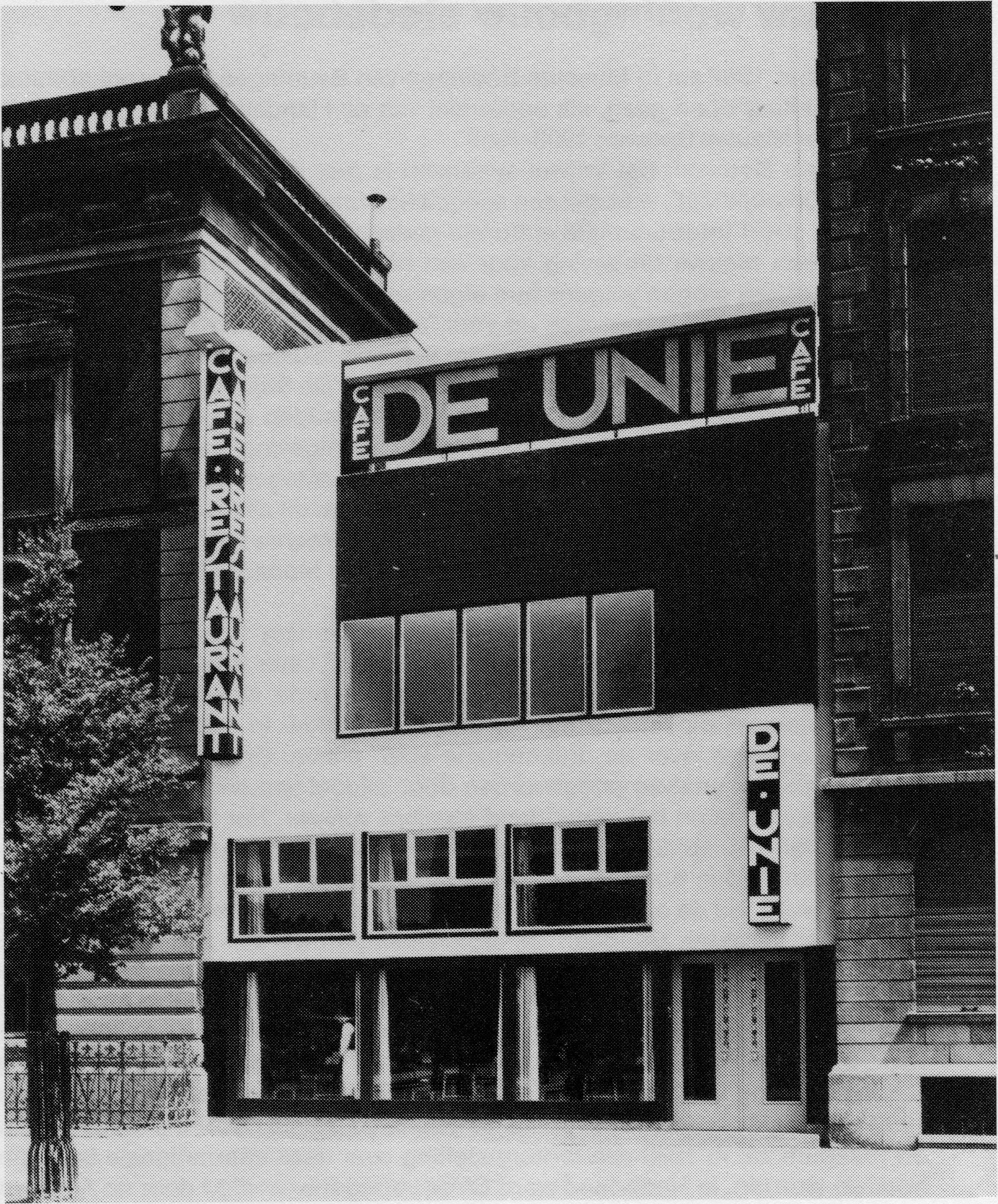
カフェ・デ・ユニ ロッテルダム 1925.
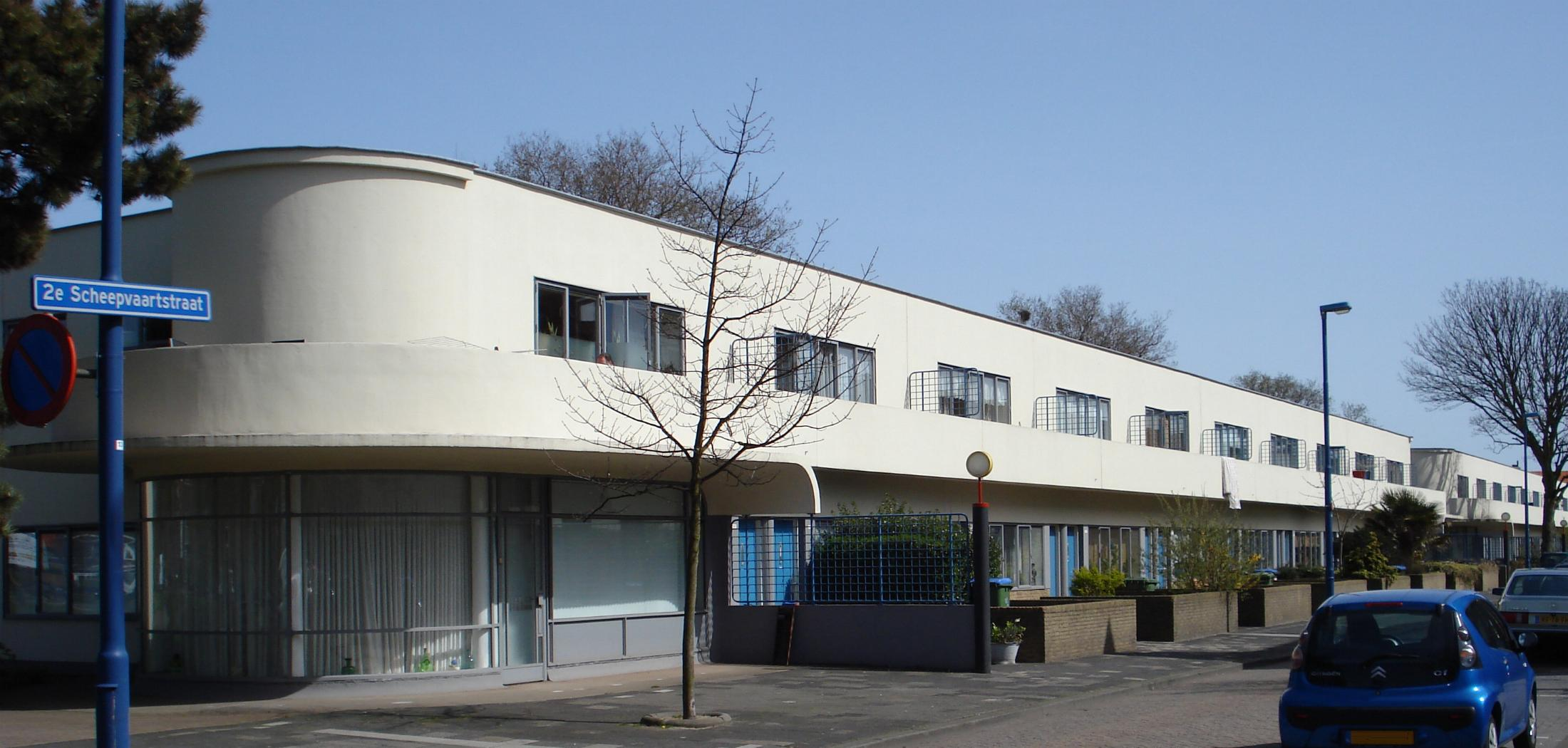
フーク・ファン・ホランドの集合住宅 1924.
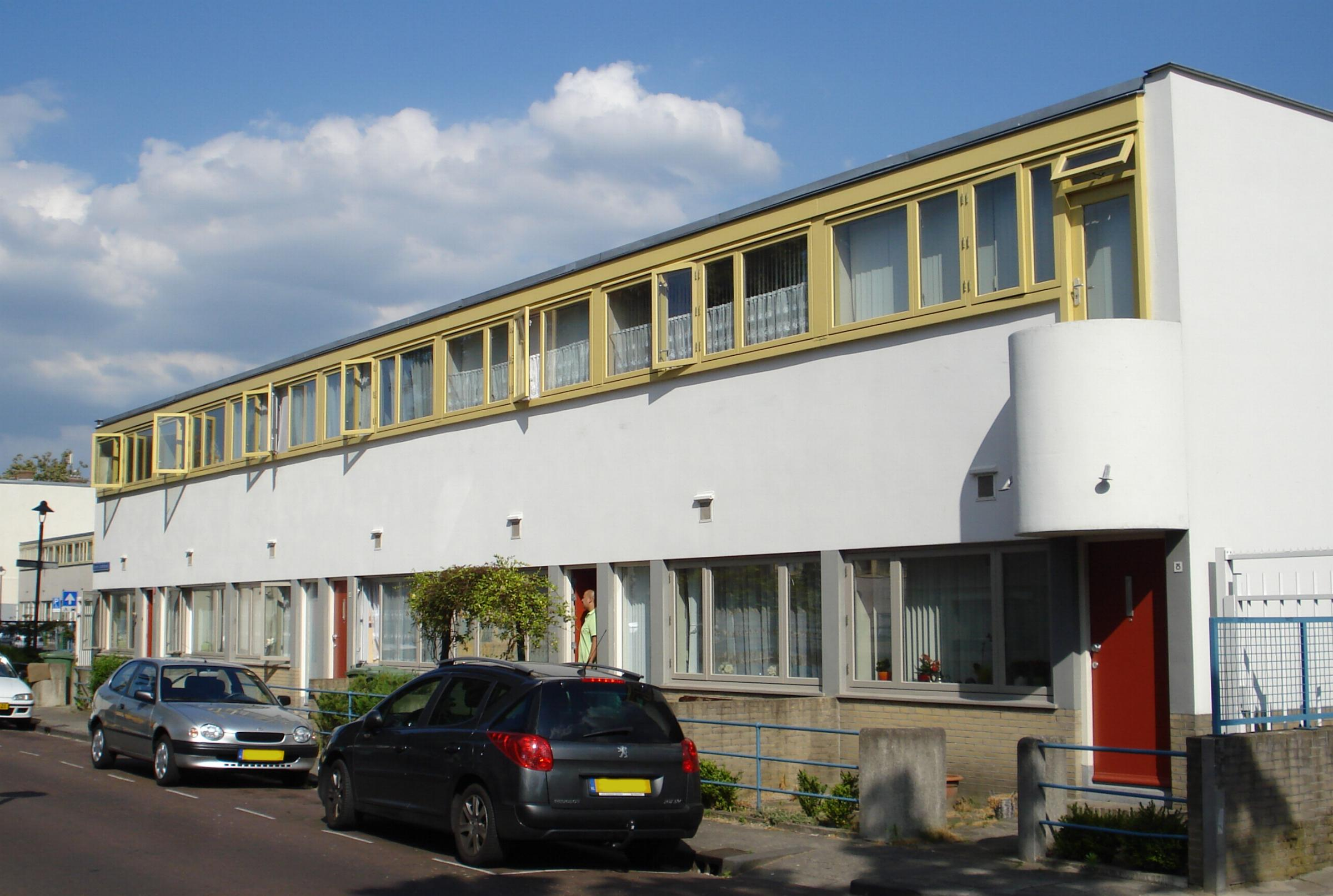
キーフフーク集合住宅 ロッテルダム 1925-1930.
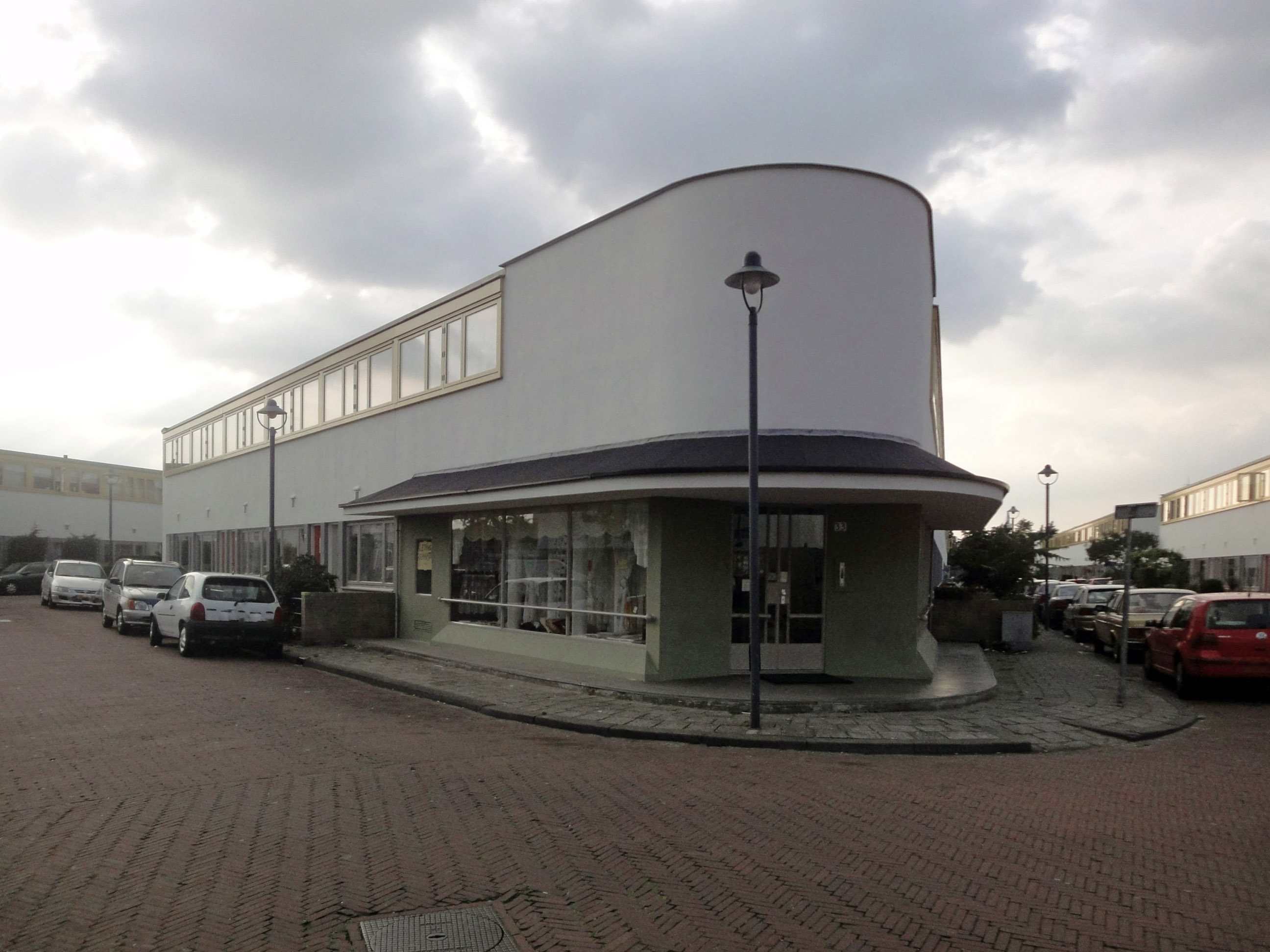
キーフフーク集合住宅  ロッテルダム 1925-1930.
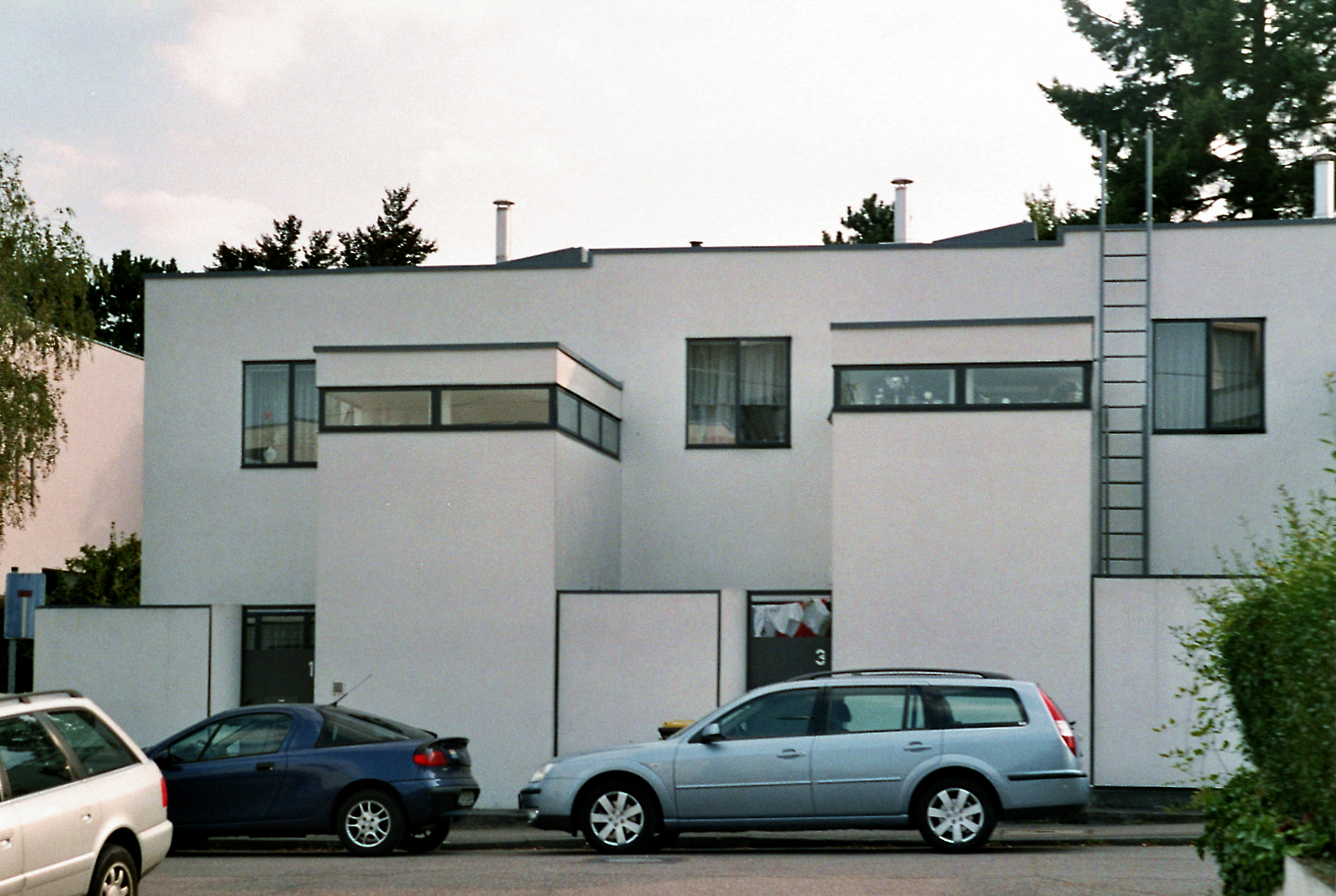
ヴァイセンホーフ・ジードルングの住宅 シュツットガルト 1927.
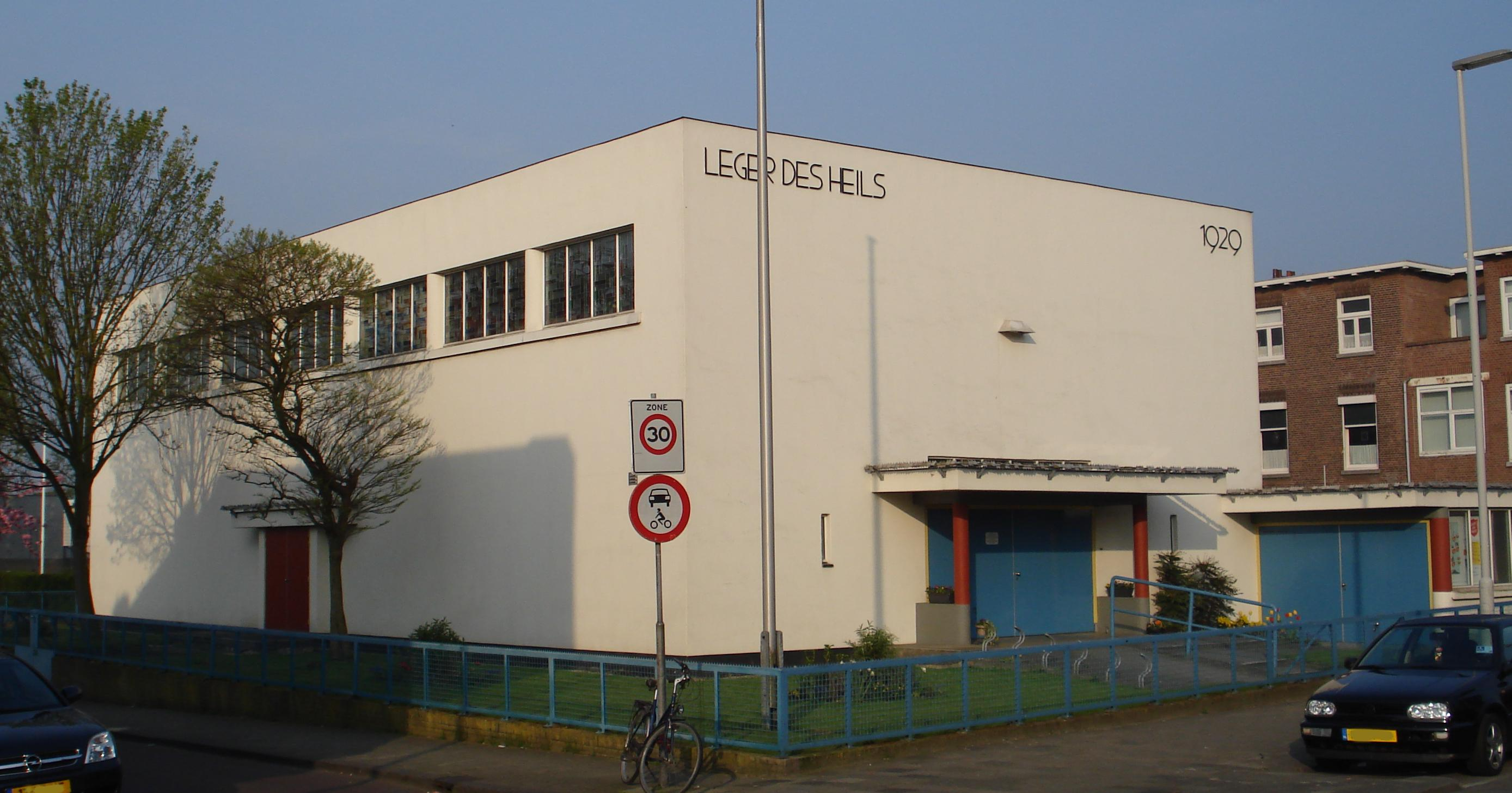
Kerk voor de hersteld apostolische gemeente, Hillevliet 139, Rotterdam. 1929.
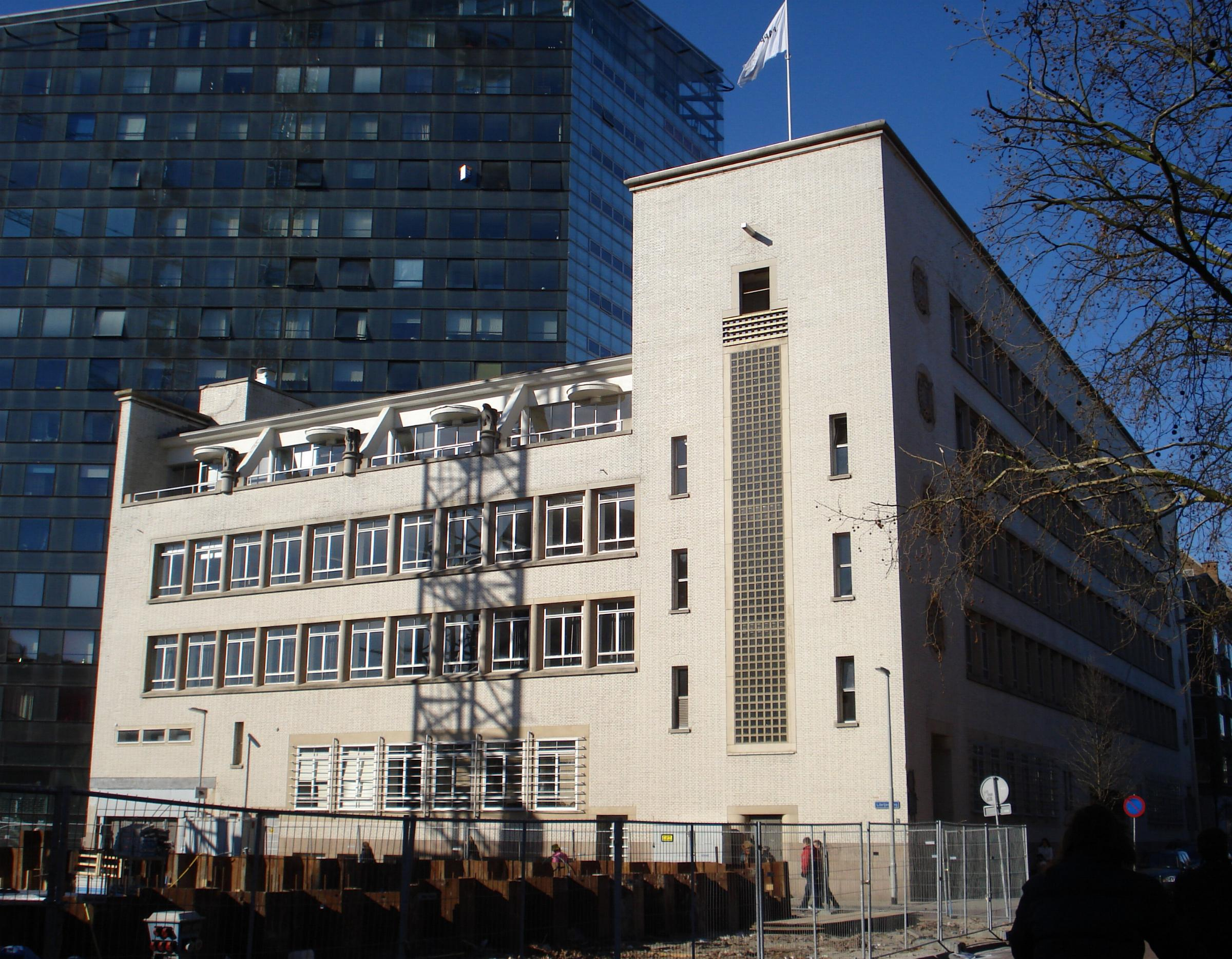
Spaarbank van Rotterdam, Botersloot 25, Rotterdam. 1942-1955.

## 著作
- 『オランダの建築 バウハウス叢書10』貞包 博幸 訳、中央公論美術出版、1994年、新装版2020年。ISBN 4805510609